# ローマン・コフマン
ローマン・イサーコヴィチ・コフマン（ウクライナ語: Роман Аврам Ісаакович Кофман；Роман Исаакович Кофман；ラテン文字表記：Roman Isaakovich Kofman、1936年6月15日 - ）は、ウクライナのキエフ出身の指揮者・作曲家、教育者。ウクライナ人民芸術家（2003年）。

## 経歴
1936年、ウクライナ・ソビエト社会主義共和国・キエフで生まれた。キエフ音楽院に入学し、ヴァイオリンと指揮法を学んだ。
モスクワ・フィルハーモニー管弦楽団やレニングラード・フィルハーモニー管弦楽団、ミュンヘン・フィルハーモニー管弦楽団など、各国の著名なオーケストラを指揮した。1991年以来、キエフ室内管弦楽団の首席指揮者の地位にある。2003年から2008年までは、ボン・ベートーヴェン管弦楽団の音楽監督を務めた。

## 録音
- シューベルト：弦楽四重奏曲第14番「死と乙女」（マーラー編曲版）
- リスト：オラトリオ「キリスト」
- ショスタコーヴィチ：交響曲全集
- ブリテン：シンプル・シンフォニー、フランク・ブリッジの主題による変奏曲、イリュミナシオン
- シルヴェストロフ：交響曲第6番
- 同：「捧げもの」（ヴァイオリンとオーケストラのための交響曲、独奏：ギドン・クレーメル）